# Бандея
Бандея — река в России, протекает по Свердловской области. Устье реки находится в 15 км по левому берегу реки Лая. Длина реки составляет 12 км.

## Данные водного реестра
По данным государственного водного реестра России относится к Иртышскому бассейновому округу, водохозяйственный участок реки — Тагил от города Нижний Тагил и до устья, речной подбассейн реки — Тобол. Речной бассейн реки — Иртыш.
Код объекта в государственном водном реестре — 14010501512111200005385.